# Ulrika Pasch

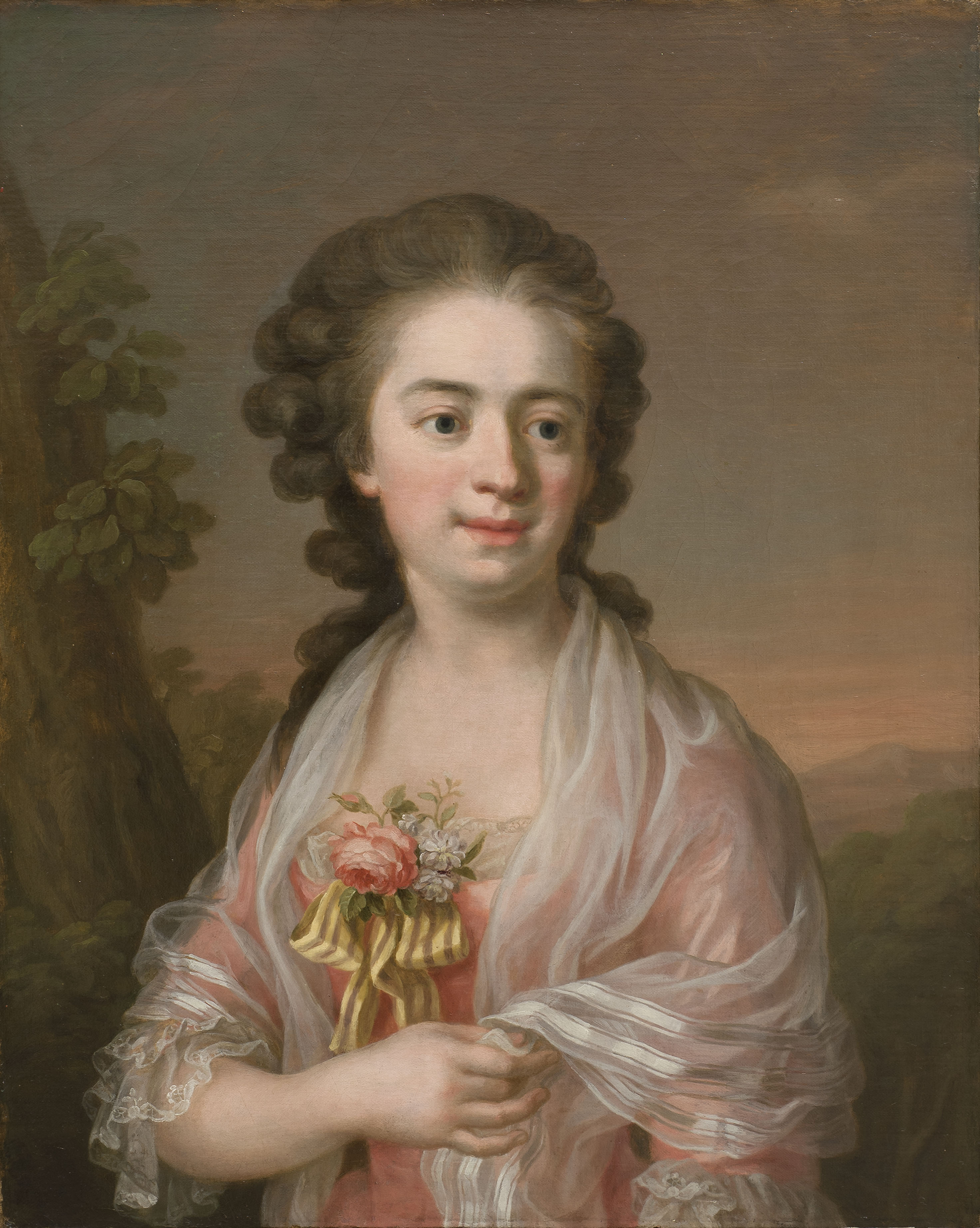
Ulrika Pasch. Selbstporträt (um 1770).

Ulrika Fredrika Pasch (* 10. Juli 1735 in Stockholm; † 2. April 1796 ebenda) war eine schwedische Malerin.

## Leben
Ulrika Pasch wurde in eine bekannte schwedische Künstlerfamilie geboren. Ihr Vater war der Porträtmaler Lorenz Pasch der Ältere (1702–1766), ihr älterer Bruder der Maler Lorenz Pasch der Jüngere (1733–1802). Ulrikas Onkel war der Hofmaler Johan Pasch (1706–1769).
Ulrika Pasch zeigte bereits als Kind eine besondere Begabung für Zeichnen und Malen. Wie ihr Bruder Lorenz wurde sie vom Vater unterrichtet. Als sich ihr Bruder in den 1750er Jahren im Ausland aufhielt, versorgte sie ihren Vater und ihre Schwester. Gleichzeitig war sie als Haushälterin bei einem Onkel mütterlicherseits angestellt, der ihr großen künstlerischen Freiraum ließ. Seit 1756 trat sie offiziell als professionelle Malerin in Erscheinung. Mit eigenen Porträts und Gemälden verdiente sie der Familie ein wesentliches Zubrot in wenig begüterten Verhältnissen.
Nach der Rückkehr ihres Bruders nach Stockholm 1766 entwickelte sie ihre Kunstfertigkeit weiter und hatte sich in den höheren Kreisen Schwedens bereits einen Namen gemacht. Oft arbeitete sie mit ihrem Bruder zusammen. Ulrikas Kunstfertigkeit steht derjenigen ihres Bruders in nichts nach. 1773 wählte die Königliche Maler- und Bildhauerakademie beide zu ihren Mitgliedern. Ihre erfolgreiche Karriere verdankt Ulrika Pasch hauptsächlich Porträts der königlichen Familie und Szenen aus dem Leben am Hof.
Ulrika Pasch wird als bescheidene Person ohne Allüren beschrieben. Sie blieb eine der wenigen professionellen Künstlerinnen in Schweden vor Beginn des 19. Jahrhunderts.